# Elsa Gasser
Elsa Felicya Gasser-Pfau (Krakau, 6 juni 1896 - Zürich, 25 augustus 1967) was een Zwitserse econome en journaliste.

## Biografie

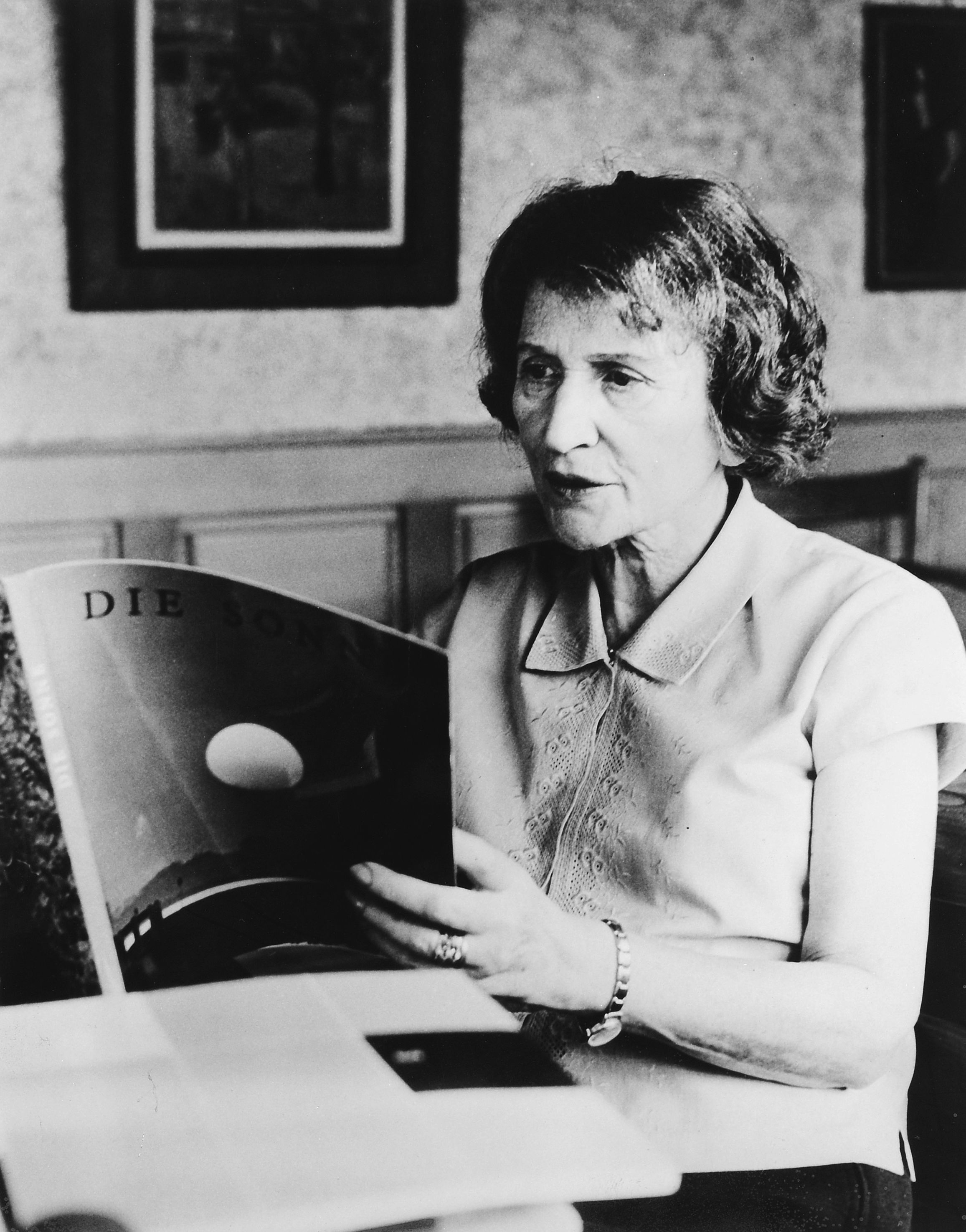
Elsa Gasser.

Elsa Gasser was een dochter van Hersch Ber Pfau. Na haar schooltijd in Krakau emigreerde ze in 1913 naar Zürich. Ze studeerde er rechten en economische politiek aan de Universiteit van Zürich en behaalde in 1920 een doctoraat in de politieke wetenschappen. In 1924 huwde ze Joseph Beat Gasser, de zoon van een kantonnale rechter.
Gasser werkte een tijdje bij de dienst statistiek van Zürich en was economisch journaliste bij de Neue Zürcher Zeitung. Vanaf 1923 werkte ze voor Migros, waar ze de rechterhand werd van Gottlieb Duttweiler, aanvankelijk als raadgeefster en later als bestuurslid. Ze veralgemeende het zelfbedieningssysteem in de winkels van deze supermarktketen. Op haar initiatief nam Migros in 1950 de uitgeverij Ex Libris over. Daarnaast schreef ze verschillende artikelen over de economische conjunctuur, de prijsevolutie, de detailhandel en diens verhoudingen met de industrie.